# Atletica leggera alla XXX Universiade - Staffetta 4×400 metri femminile
La specialità della staffetta 4×400 metri femminile all'Universiade di Napoli 2019 si è svolta tra il 12 ed il 13 luglio 2019.

## Podio
| Oro     | Ucraina Mariia Mykolenko Anastasiia Holienieva Kateryna Klymiuk Tetiana Melnyk |
| Argento | Messico Frida Corona Dania Aguillón Rosa Cook Paola Morán                      |
| Bronzo  | Australia Genevieve Cowie Morgan Mitchell Jessie Stafford Gabriella O'Grady    |

## Risultati

### Batterie
Passano in finale le prime tre squadre di ogni batteria (Q) e le due squadre con i migliori tempi tra le escluse (q).
| Posizione | Batteria | Nazione       | Atleti                                                                    | Tempo   | Note    |
| --------- | -------- | ------------- | ------------------------------------------------------------------------- | ------- | ------- |
| 1         | 1        | Canada        | Zoe Sherar, Jenna Westaway, Maïté Bouchard, Maddy Price                   | 3:33.24 | Q       |
| 2         | 2        | Ucraina       | Mariia Mykolenko, Kateryna Klymiuk, Anastasiia Holienieva, Tetiana Melnyk | 3:34.02 | Q       |
| 3         | 2        | Messico       | Frida Corona, Dania Aguillón, Rosa Cook, Paola Morán                      | 3:34.22 | Q       |
| 4         | 2        | Australia     | Genevieve Cowie, Morgan Mitchell, Jessie Stafford, Gabriella O'Grady      | 3:34.51 | Q       |
| 5         | 1        | Germania      | Djamila Böhm, Christina Hering, Katharina Trost, Jessica-Bianca Wessolly  | 3:34.67 | Q       |
| 6         | 2        | Polonia       | Anna Pałys, Mariola Karaś, Alicja Wrona, Anna Dobek                       | 3:34.83 | q       |
| 7         | 1        | Stati Uniti   | MacKenzie Kerr, Tanner Ealum, Rachel Pocratsky, Brittany Aveni            | 3:36.12 | Q       |
| 8         | 2        | Sudafrica     | Taylon Bieldt, Rogail Joseph, Niene Muller, Zeney van der Walt            | 3:36.37 | q       |
| 9         | 2        | Turchia       | Zeynep Bas, Derya Yıldırım, Berfe Sancak, Mizgin Ay                       | 3:37.94 |         |
| 10        | 1        | Giappone      | Hirosawa Mae, Yanagiya Tomomi, Kanako Yuasa, Ayano Shiomi                 | 3:39.67 |         |
| 11        | 1        | Nuova Zelanda | Georgia Hulls, Mackenzie Keenan, Anna Percy, Briana Stephenson            | 3:40.00 |         |
| 12        | 1        | Slovenia      | Gala Trajkovič, Mojca Centrih, Ajda Lenardič, Lana Skok                   | 3:58.07 |         |
|           | 1        | Ghana         | Salomey Agyei, Latifa Ali, Kate Agyemang, Rafiatu Nuhu                    | DQ      | R170.19 |
|           | 1        | Senegal       |                                                                           | DNS     |         |
|           | 2        | Cile          |                                                                           | DNS     |         |
|           | 2        | Rep. Ceca     |                                                                           | DNS     |         |

### Finale
| Posizione | Nazione     | Atleti                                                                       | Tempo   | Note |
| --------- | ----------- | ---------------------------------------------------------------------------- | ------- | ---- |
|           | Ucraina     | Mariia Mykolenko, Anastasiia Holienieva, Kateryna Klymiuk, Tetiana Melnyk    | 3:30.82 |      |
|           | Messico     | Frida Corona, Dania Aguillón, Rosa Cook, Paola Morán                         | 3:32.63 |      |
|           | Australia   | Genevieve Cowie, Morgan Mitchell, Jessie Stafford, Gabriella O'Grady         | 3:34.01 |      |
| 4         | Polonia     | Mariola Karaś, Alicja Wrona, Anna Pałys, Anna Dobek                          | 3:34.04 |      |
| 5         | Canada      | Zoe Sherar, Jenna Westaway, Lucia Stafford, Maïté Bouchard                   | 3:34.62 |      |
| 6         | Germania    | Djamila Böhm, Jessica-Bianca Wessolly, Katharina Trost, Christine Salterberg | 3:34.66 |      |
| 7         | Sudafrica   | Rogail Joseph, Taylon Bieldt, Tamzin Thomas, Zeney van der Walt              | 3:35.97 |      |
|           | Stati Uniti |                                                                              | DNS     |      |